# Акрі (Італія)
Акрі (італ. Acri, сиц. Acri) — муніципалітет в Італії, у регіоні Калабрія, провінція Козенца.
Акрі розташоване на відстані близько 430 км на південний схід від Риму, 70 км на північ від Катандзаро, 25 км на північний схід від Козенци.
Населення — 21 024 особи (2014).
Щорічний фестиваль відбувається 30 жовтня. Покровитель — Beato Angelo d'Acri.

## Фізична географія

### Територія
Центр міста розташований на висоті 720 м н.р.м. (2 360 футів), поблизу річки Сила. Площа його території становить 200,63 км2 (77,46 кв. миль). Він домінує над долиною Муконе та долиною Краті.
Головні річки: Муконе, Каламо, Дулья.
У період 2006-2015 рр. опинився серед муніципалітетів, де сталося найбільше випадків лісових пожеж, спричинених руками невідомих.

### Клімат
Клімат середземноморський, характеризується суворою зимою, під час якої можуть випадати снігопади, і сухим спекотним літом. Хоча він сильно варіюється від центру міста до більш віддалених передмість.

## Демографія
Населення за роками:

Станом на 1 січня 2023 року в муніципалітеті офіційно проживало 605 іноземців з 49 країн, серед них 345 громадян країн Євросоюзу та 13 громадян України.

## Сусідні муніципалітети
- Бізіньяно
- Челіко
- Корильяно-Калабро
- Лонгобукко
- Луцці
- Розе
- Сан-Козмо-Альбанезе
- Сан-Деметріо-Короне
- Сан-Джорджо-Альбанезе
- Санта-Софія-д'Епіро
- Ваккариццо-Альбанезе